# Черняй (приток Нени)
Черняй — река в России, протекает по Солтонскому району Алтайского края. Устье реки находится в 127 км по левому берегу реки Неня. Длина реки составляет 33 км, площадь водосборного бассейна 417 км².

## Притоки
- 2 км: Ушлеп (лв)
- 4 км: Мунай (лв)
- 8 км: Ташта (лв)
- 9 км: Таза (пр)

## Данные водного реестра
По данным государственного водного реестра России относится к Верхнеобскому бассейновому округу, водохозяйственный участок реки — Бия, речной подбассейн реки — Бия и Катунь. Речной бассейн реки — (Верхняя) Обь до впадения Иртыша.